# Вја пер Боргоманеро (Новара)
Вја пер Боргоманеро је насеље у Италији у округу Новара, региону Пијемонт.
Према процени из 2011. у насељу је живело 25 становника. Насеље се налази на надморској висини од 334 м.